# زابيل أسادور
زابيل أسادور (بالأرمنية: Զապէլ Ասատուր)، وتُعرف باسمها المُستعار سابيل، وُلدت في بلدية أسكدار في إسطنبول في 23 يوليو عام 1863. كانت شاعرة وكاتبة وناشرة ومُعلمة ومحبة للخير. وتُوفيت في 19 يونيو عام 1934.